# Шиплішки (гміна)
Гміна Шиплішкі (пол. Gmina Szypliszki) — сільська гміна у східній Польщі. Належить до Сувальського повіту Підляського воєводства.
Станом на 31 грудня 2011 у гміні проживало 3978 осіб.

## Територія
Згідно з даними за 2007 рік площа гміни становила 156.55 км², у тому числі:
- орні землі: 77.00%
- ліси: 13.00%

Таким чином, площа гміни становить 11.97% площі повіту.

## Населення
Станом на 31 грудня 2011:
| Опис     | Загалом | Загалом | Чоловіки | Чоловіки | Жінки | Жінки |
| -------- | ------- | ------- | -------- | -------- | ----- | ----- |
| одиниця  | осіб    | %       | осіб     | %        | осіб  | %     |
| все      | 3978    | 100     | 2021     | 50.80    | 1957  | 49.20 |
| міське   | 0       | 100     | 0        |          | 0     |       |
| сільське | 3978    | 100     | 2021     | 50.80    | 1957  | 49.20 |

- Поляки - 96,3% (3 948);
- Литовці - 2,7% (111);
- Інші - 0,97% (40).[4]

## Сусідні гміни
Гміна Шиплішкі межує з такими гмінами: Єленево, Краснополь, Пунськ, Рутка-Тартак, Сувалки.